# 東香寺
東香寺(とうこうじ)は岐阜県加茂郡富加町にある臨済宗妙心寺派の寺院。山号は老梅山。中濃八十八ヶ所霊場五十六番札所。

## 歴史
正和4年(1315年)、土岐氏の嫡男であった土岐頼遠が夢窓疎石を開山として招き臨済宗南禅寺派の寺院として建立したと伝わる。
後に土岐頼遠が光厳上皇への狼藉の罪により自害に追いやられるとその菩提を弔うために五輪塔が築かれた。この五輪塔は富加町の文化財に指定されて残っている。
また、寺の庭園は夢窓疎石の手による作庭といわれ、富加町の名勝に指定されている。
その他に夢窓疎石の供養塔と伝えられる無縫塔や、後醍醐天皇の供養のために造られたとされる宝篋印塔が境内にあり、これらは岐阜県の文化財に指定されている。
なお、無縫塔及び宝篋印塔は紀年銘がなく、鎌倉時代から室町時代に建てられたということ以外のことは分かっていない。
寛文11年(1671年)に金嶺祖牛によって妙心寺派の寺院となり現在に至っている。